# Dan Hibiki
Dan Hibiki (火引 弾?, Hibiki Dan), più comunemente solo Dan, è un personaggio immaginario dal videogioco picchiaduro Street Fighter sviluppato dalla Capcom. Sempre posto come arrogante e presuntuoso, in realtà nella maggioranza dei titoli in cui compare è sempre il peggior lottatore tra tutti i personaggi; è considerato la spalla comica della serie, anche a causa dei suoi piagnistei di commozione quando vince un round e gli eccentrici taunts (sberleffi all'avversario sconfitto). È figlio di Gou Hibiki, guerriero che sfidò e fu ucciso da Sagat in Street Fighter, riuscendo a cavargli l'occhio destro. Da allora Dan, morso dalla sete di vendetta nei confronti di Sagat, fu allevato da Gouken, maestro di Ryu e Ken, per poi essere scacciato dal dojo in quanto nessun guerriero che impara l'arte dell'Asatsuken deve essere mosso da spirito vendicativo. È amico di Blanka, di cui è capace d'interpretare i versi, e di Sakura.

## Aspetto
Dan indossa un keikogi simile a quello di Ryu e Ken ma di colore rosa e, come Ryo Sakazaki, personaggio di Art of Figthing, indossa una canottiera nera; i tratti somatici riconducono molto al volto di Robert García, anch'egli dal medesimo gioco. Sulle spalle v'è effigiato il simbolo 最強流 (Saikyo ryu) e, durante alcuni suoi attacchi speciali, il simbolo appare sullo sfondo, similmente al Kanji Maledetto di Akuma. Benché la sua posizione da combattimento sia simile a quella di Ryu e Ken, è molto più sciolta nei movimenti, ricordando Yuri Sakazaki, sempre da Art of Fighing, al maschile. Benché la sua attitudine comica sia rimasta in Street Fighter IV, Dan appare più torvo e potente, per adeguarlo agli standard degli altri personaggi.

### La parodia
In Street Fighter Alpha: Warriors' Dreams e Street Fighter Alpha 2, Dan è uno sfidante segreto che si può affrontare terminando varie sfide di seguito atterrando l'avversario con un attacco SUPER!. Incrociatisi, discutono tra di loro, e Ken Masters chiede lui se è a conoscenza dell'arte del combattimento (Art of Fighting in inglese, citazione dal videogioco omonimo sviluppato dalla rivale SNK). Nel finale di Dan in Marvel vs. Capcom, la sorella di Dan compare per impedirgli d'uccidere Akuma meccanizzato da Apocalisse. La sorella gli urla "Non l'hai mai saputo? In realtà lui è...", parodiando il finale del primo Art of Fighting, in cui avviene un analogo accaduto, ma con protagonisti Ryo, Yuri (a cui la sorella di Dan somiglia molto) e Mr. Karate. Dan, inoltre, è l'unico personaggio in tutta la serie a possedere una super esclusivamente atta a divertire con delle spassose imperversate.
"Odio l'arte del combattere, ma desidero divenire il re dei duellanti!" è una delle frasi di vittoria leggibili in Street Fighter Alpha 3, chiara parodia sia di Art of Fighting e The King of Fighters, altra serie picchiaduro fuoriuscita dagli studi SNK.
Il Saikyō-ryū, stile di combattimento da lui appreso dal padre e a sua volta potenziato, è semplicemente un'ennesima scimmiottatura verso Art of Fighting: Saikyō-ryū significa "Lo stile più possente", mentre lo stile di Ryo, protagonista di Art of Fighting, è il Kyokugen-ryū, ovvero "Lo stile estremo".
Nella saga SNK vs. Capcom  (accuratamente in SNK vs. Capcom: SVC Chaos), Dan viene spesso confuso con Ryo o Robert: a scambiarlo è persino il suo se stesso durante un mirror match. 
Combattendo contro Kasumi Todoh, nonostante tutte le spiegazioni per convincerla del suo ego come Dan Hibiki, ella lo crede sempre Robert.

### In altri prodotti
Nel gioco Pocket Fighter, Dan intraprende a migliorare la sua scuola Saikyo-ryuu, opinionando Sakura come sua prima plausibile studente. Incontratala, le concede di insegnarle il suo stile: Sakura, dopo una sonora batosta, approva. Dopo tre giorni, una volta appresa completamente tale foggia combattiva, Sakura se ne disappropria immediatamente, ritenendola inutile, umiliando così Dan.
Dan compare anche come personaggio di rilievo nel fumetto "made in Corea" Street Fighter III: in questa versione però Dan è privo di ogni aspetto comico, anzi gli viene addirittura cambiato il cognome in Bogart per sottolinearne la differenza. Dopo che Ryu e Ken lasciarono la scuola Yuen (in questa versione è il nome della scuola di maestro Gouken) Dan ne divenne il maestro e custode arrivando addirittura a scoprire e ad apprendere i segreti del Super Shoryuken. Questo Dan prova un fortissimo risentimento nei confronti di Ken che lo scherniva e in tutti i modi quando erano piccoli, anche con scherzi crudeli (una volta ha persino finto di essere morto a causa sua), ma soprattutto perché ha dovuto sostenere il peso di un'intera scuola tutto da solo, mentre i suoi sempai giravano il mondo. Una riscossa personale la ottiene quando muore per mano di Bison: il suo sacrificio terrà occupato il generale (imprigionato in una grotta) il tempo necessario a Ken di impadronirsi delle tecniche segrete della scuola Yuen.
In questa versione Dan Hibiki rappresenta il combattente "mediocre" che con l'impegno e il sacrificio riesce a potenziarsi e diventare qualcuno.

## Altre comparse
- Chairperson da Rival Schools ha imparato a combattere attraverso lo stile Saikyou-Ryuu ideato da Dan.
- Sean da Street Fighter III, studente di Ken, piuttosto impedito nell'uso delle arti marziali, spesso urla, una volta vinto un duello: "Non sono mica Dan!!" e "Regola 1: Mai arrendersi! Regola 2: Non sfidarmi! Regola 3: Non imitare Dan!!"
- Appare nel finale di Blanka in Street Fighter IV, intento ad aiutare Samantha (madre di Blanka) nella sua ricerca. Lo si vede solo di spalle. Si vede comunque il suo kanji sul kimono.
- Viene citato nell'episodio 3 della serie Street Fighter: Assassin's Fist (Satsui No Hado) da Ken, che trova il suo nome insieme a quello dei maestri dell'Ansatsuken sulla bacheca del dojo di Gotetsu ed esclama "Who the hell is Dan?" (Chi diavolo è Dan?).